# Pridjel Donji
Pridjel Donji (cyr. Придјел Доњи) – wieś w Bośni i Hercegowinie, w Republice Serbskiej, w mieście Doboj. W 2013 roku liczyła 841 mieszkańców.